# Мвемвеата, Каитинано
Каитинано Мвемвеата (англ. Kaitinano Mwemweata, род. 22 июля 1984, Бутаритари, Острова Гилберта) — кирибатийская легкоатлетка, выступавшая в беге на короткие дистанции, барьерном беге, прыжках в длину и высоту, тройном прыжке и толкании ядра. Участница летних Олимпийских игр 2004 года, бронзовый призёр чемпионата Океании 2008 года. Первый спортсмен и первая женщина, представлявшая Кирибати на Олимпиаде.

## Биография
Каитинано Мвемвеата родилась 22 июля 1984 года на атолле Бутаритари в Кирибати.
В 2001 году участвовала в чемпионате мира по лёгкой атлетике в Эдмонтоне. В беге на 200 метров показала худший, 34-й результат — 28,76 секунды, тем не менее ставший новым рекордом Кирибати.
В 2003 году завоевала золотую медаль чемпионата Микронезии в прыжках в длину.
В 2004 году вошла в состав сборной Кирибати на летних Олимпийских играх в Афинах. В беге на 100 метров заняла предпоследнее, 7-е место в 1/8 финала, установив рекорд страны 13,07 секунды и уступив 1,68 секунды попавшей в четвертьфинал с 4-го места Беттине Мюллер из Австрии. Была первым в истории знаменосцем сборной Кирибати на церемонии закрытия Олимпиады, первым спортсменом и первой женщиной, представлявшей страну на Олимпиаде.
В 2005 году участвовала в чемпионате мира по лёгкой атлетике в Хельсинки. В беге на 100 метров заняла предпоследнее, 54-е место (13,80).
В 2006 года на национальных играх Кирибати победила в беге на 100 и 200 метров, прыжках в длину и тройном прыжке, завоевала серебро в прыжках в высоту и бронзу в толкании ядра.
В 2008 году выиграла бронзовую медаль на чемпионате Океании в Сайпане в беге на 400 метров с барьерами.
В том же году должна была выступить на летних Олимпийских играх в Пекине, но пропустила их из-за заражения туберкулёзом.

## Личные рекорды
- Бег на 100 метров — 13,07 (20 августа 2004, Афины)[7]
- Бег на 200 метров — 28,76 (8 августа 2001, Эдмонтон)[7]
- Прыжки в длину — 4,19 (28 июля 2002, Манчестер)[7]

## Увековечение
Введена в Зал славы Национального олимпийского комитета Кирибати.